# Гали
 Тази статия е за жреческата колегия на Кибела.  За племенната група вижте Келти.  
Галите (на гръцки: γάλλοι, на латински: galli) са евнуси - свещеници на фригийската богиня Кибела (Magna Mater в Рим) и нейния съпруг Атис, чийто култ е включен в държавните религиозни практики на Древен Рим. Според Стефан Византийски, името им произлиза от цар Галус, докато според Овидий те носят името по река Галус във Фригия.
Същата лексема е използвана от римляните за обозначаване на келтите и на петлите, което предизвиква много каламбури. 
Култът към Кибела според някои произхожда от Месопотамия, и заимстван, пристига в Древна Гърция около 300 г. пр.н.е. Свещеният символ олицетворяващ култа е черен метеорит, съхраняван в храма Мегалезион в Песинус, съвременна Турция.
Култът към Magna Mater пристига в Рим някъде през III век пр.н.е., към края на Втората пуническа война срещу Пунически Картаген. По-късни литературни източници описват заимстването на култа от Рим, като официален отговор на метеоритни дъждове, провал на реколтата и глад през 205 г. пр.н.е. Сенатът и сибилските книги идентифицират тези събития като чудеса, признаци на божествен гняв срещу Рим и предупреждения за предстоящото унищожение на Рим, което трябва да бъде изкупено чрез официалното внасяне в Рим на Magna Mater с нейния култ и жреци.
С богинята Кибела като съюзник Рим идва края на глада и победата над Картаген. През 204 г. пр.н.е. Римският сенат официално приема Кибела като държавна богиня. Нейният култов образ е пренесен от нейното светилище в Мала Азия в Рим с много церемонии. Според Ливий той е донесен в Храма на победата на Палатинския хълм в деня преди Априлските иди и оттогава нататък годишнината се чества като Мегалензия на 4–10 април с публични игри, жертвоприношения и музика, изпълнявана от Колегията на галите. Повече от век по-късно (според Плутарх), когато римският генерал Марий планира да се бие с германските племена, жрец на галите на име Батак пророкува победата на Рим и впоследствие Сенатът гласува да се построи Храма на победата на богинята.
Дионисий Халикарнаски твърди, че римските граждани не участват в ритуалите на култа към Magna Mater. Литературните източници наричат галите „полухора“, което кара част от учените да заключат, че римските мъже са гледали отвисоко на галите. Но римското неодобрение на чуждия култ може да е по-скоро съждение на съвременните учени, отколкото социална реалност в Рим, тъй като археолозите разкриват доста оброчни статуи на Атис на хълма Палатин, което означава, че римските граждани са участвали на някакво ниво в почитането на Magna Mater и нейните съпруг. Предмет на научен дебат е нивото и интензитета на участие на римски граждани в култовите церемонии, т.к. галите са по дефиниция евнуси, а на всички граждани на Рим е забранена кастрацията, което предполага, че първоначално галите са или азиатци, или роби. Император Клавдий отменя забраната за кастрация, но впоследствие император Домициан я потвърждава.